# Kenzo Ohaši
Kenzo Ohaši (japonsko 大橋 謙三), japonski nogometaš in trener, * 21. april 1934, Hirošima, Japonska, † 21. december 2015.
Za japonsko reprezentanco je odigral eno uradno tekmo.